# Jhon Frank Pinchao

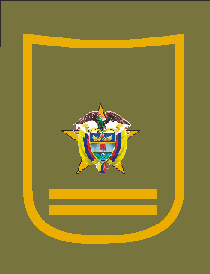
Insignia de Subintendente de la Policía Nacional de Colombia

Jhon Frank Pinchao Blanco ( Bogotá, 11 de junio de 1973) es un expolicía y político colombiano. Subintendente de la Policía Nacional de Colombia. Fue secuestrado por las Fuerzas Armadas Revolucionarias de Colombia - Ejército del Pueblo (FARC-EP), luego de la toma de Mitú (Vaupés), el 1 de noviembre de 1992.

## Biografía
Nacido en Bogotá, luego de prestar el servicio militar, ingreso a la Escuela de Suboficiales de la Policía Nacional, trabajo en varios puntos de Bogotá y fue asignado a Arauca, alcanzando el grado de Subintendente de la Policía Nacional de Colombia.

### Toma de Mitú y secuestro
El ataque sobre Mitú el 1 de noviembre de 1998, duró casi 12 horas, hasta que se les acabó la munición, cuando las FARC-EP tomaron la ciudad por casi 3 días. Pinchao fue retenido con otros 60 policías una vez entró la guerrilla a la plaza principal. Durante el proceso de paz del gobierno de Andrés Pastrana, gran parte de los policías secuestrados en dichas épocas fueron liberados, exceptuando a 6, entre ellos Pinchao. La última ocasión que se vio a Pinchao antes de su fuga fue cuando el periodista Jorge Enrique Botero lo entrevistó.
De acuerdo con el Comando Central de las Fuerzas Militares Colombianas, el comandante guerrillero que estuvo a cargo de la toma fue Gerardo Aguilar Ramírez alias "César", Comandante del Bloque Sur de las FARC-EP y miembro del Secretariado General de las FARC-EP.

### Fuga y libertad
En una entrevista hecha al Canal de TV privada Caracol, Pinchao narró en parte su fuga y posterior regreso a la libertad. Mencionó que durante sus 9 años de cautiverio estuvo con las figuras políticas Íngrid Betancourt y Clara Rojas, cautivas por las FARC-EP desde hace 4 años, además de los 3 contratistas estadounidenses Keith Stansell, Tom Howes y Marc Gonzalves secuestrados por las FARC-EP. Cuenta Pinchao que la guerrilla usaba grilletes metálicos en cuello, brazos y piernas de los secuestrados, que son llevados en grupos de 2. Durante más de un año planeó su escape. Se fugó el 27 de abril de 2007 y caminó por entre la selva durante 12 días hasta que se encontró con un grupo indígena que lo llevó 3 días después a un Comando Jungla de la Policía Nacional, que estaba realizando operaciones de destrucción de cultivos y laboratorios de cocaína en Pacoa (Vaupés), sobre el río Paují. Pinchao presentaba signos de deshidratación y desnutrición. Su escape se produjo 4 meses después de que el exministro de desarrollo Fernando Araújo Perdomo escapara también de sus captores de igual manera que el oficial lo hizo. Ambos trabajaron por la liberación de los secuestrados.
El 15 de mayo, Pinchao fue trasladado a una base de la Policía Nacional en San José del Guaviare y luego a Bogotá. Fue atendido en el Hospital Central de la Policía Nacional y finalmente se reunió con su familia. Después de su fuga habría colaborado con los equipos de inteligencia del Ejército Nacional de Colombia para la realización de la Operación Jaque dando información privilegiada de los rehenes, su estado y su posible ubicación.
Estuvo un año en la oficina del Agregado policial de Colombia en Chile, estudio 2 años en Francia y participó en el reality del canal RCN llamado "Bailando con las Estrellas" que se estrenó el 12 de enero de 2016.
Es coautor de un libro titulado Mi fuga hacia la libertad en el que relata sus días de cautiverio y su fuga.
Fue candidato al Senado de Colombia en las elecciones legislativas de Colombia de 2022 por la coalición Alianza Verde y Centro Esperanza.

## Familia
Pinchao es hijo de Luis Evelio Pinchao y Rosa Blanco y tiene una hermana: Jenny Pinchao Blanco. Estuvo relacionado con Margot Zambrano en el momento de su secuestro. Tiene un hijo, que nació durante su cautiverio.